# مقاطعة كينتون (كنتاكي)
مقاطعة كينتون (بالإنجليزية: Kenton County)‏ هي إحدى المقاطعات في ولاية كنتاكي في الولايات المتحدة الأمريكية.

## أعلام
- جون جي. كارليسلي
- كاثرين والش
- كين لوكاس